# TOPAS (Tanklastzug)
Der TOPAS ist ein „Tankfahrzeug mit optimierten passiven und aktiven Sicherheitseinrichtungen“, dessen Entwicklung 1980 begann, bis Anfang 1987 abgeschlossen wurde und das im gleichen Jahr auf dem Markt eingeführt wurde. Es ist mit zahlreichen Sicherheitseinrichtungen ausgestattet, die helfen sollen, die in der Vergangenheit geschehenen schweren Unfälle mit Tanklastzügen zu vermeiden. Entwickelt wurde das Fahrzeug auf Grundlage einer Studie des TÜV und mit Fördermitteln der Bundesregierung im Rahmen einer gleichnamigen Studie von Daimler-Benz, dem Tankhersteller Haller, der Spedition Raab Karcher und dessen Fuhrparkleiter Helmut Busch.
Ausgerüstet wurde es unter anderem mit elektronischer Reifendrucküberwachung, automatischer Feuerlöschanlage, verschleißfreier Zusatzbremse, Antiblockiersystem (ABS) und Antriebsschlupfregelung (ASR). Der Aluminiumtank liegt weit über den geforderten Sicherheitsbestimmungen; Front- und Heckbereich sind dabei sogar doppelwandig ausgeführt und mit Hartschaum gefüllt. Ein ausgeklügeltes Spiegelsystem und eine Kamera am Heck erlauben dem Fahrer, auch ohne fremde Hilfe jeden Punkt genau anzusteuern. Eine Leuchttafel von 50 cm × 50 cm wurde als Warnleuchte an der oberen Hälfte des Hecks angebracht, um dem nachfolgenden Verkehr zusätzlich die Richtungsänderungen des Tankzuges anzuzeigen und mit dem Schriftzug „Schwenkt aus“ für zusätzliche Sicherheit zu sorgen. Außerdem wurde ein reflektierendes Leuchtband angebracht, das bei Dunkelheit die Konturen des Tankfahrzeuges erkennen lässt. Seitliche Schutzschilde sorgen dafür, dass überholende PKW nicht mehr in eine Sprühnebelwand fahren.
Die Sicherheitsmerkmale führten allerdings zu deutlichen Mehrkosten. So kostete der TOPAS-Tanklastzug im Einführungsjahr 1987 etwa 520.000 DM – das waren damals rund 150.000 DM mehr als herkömmliche Tankfahrzeuge.